# Elkesley
Elkesley – wieś w Anglii, w hrabstwie Nottinghamshire, w dystrykcie Bassetlaw. Leży 38 km na północ od miasta Nottingham i 204 km na północ od Londynu. Miejscowość liczy 805 mieszkańców.